# Jauerfood
Jauerfood AG war eine in Dänemark ansässige Firma, die zum DDR-Devisenbeschaffungssystem der Kommerziellen Koordinierung von Alexander Schalck-Golodkowski gehörte.
Die Jauerfood AG wurde 1956 in Kopenhagen-Valby durch Gunnar Jauer gegründet. Der Zweck des Unternehmens war es, Lebensmittel in die DDR zu liefern, welche von den Empfängern mit im Ausland angesparten Devisen bezahlt wurden. Da es den DDR-Bürgern ab 1959 nicht mehr möglich war, auf ihr Vermögen im Westen zuzugreifen, einigte sich Jauerfood mit dem Außenhandelsministerium der DDR auf eine andere Modalität. Das Unternehmen bot nun Personen aus dem Westen die Möglichkeit, Waren aus dem Genex-Katalog auszuwählen, sie mit Devisen zu bezahlen und die Waren einem DDR-Bürger zukommen zu lassen. Ein DDR-Bürger oder auch eine Kirchengemeinde konnte so innerhalb kürzester Zeit begehrte Konsumgüter erlangen. Die DDR erhielt, da der Großteil der Produkte im Ostblock produziert wurde und ein Wechselkurs von 1:1 zwischen D-Mark und Mark der DDR zu Grunde gelegt wurde, auf diesem Weg die begehrten Devisen.
Die DDR nutzte neben der Firma Jauerfood noch die Zürcher Palatinus GmbH, um die Genex-Kataloge im Westen zu vertreiben, die Kunden zu betreuen und über deren Konten in der BRD das Geld in die DDR zu transferieren.
Der Umfang der Geschäfte stieg im Laufe der Zeit immer weiter an. 1988 lagen die Bruttoeinnahmen der Jauerfood AG bei etwa 175.000.000 US-Dollar.
Mit dem Fall der Mauer 1989 entfiel auch die Geschäftsgrundlage der Jauerfood AG.